# Белот Сен Лоран
Белот Сен Лоран (фр. Beulotte-Saint-Laurent) насеље је и општина у источној Француској у региону Франш-Конте, у департману Горња Саона која припада префектури Лир.
По подацима из 2011. године у општини је живело 73 становника, а густина насељености је износила 5,14 становника/km². Општина се простире на површини од 14,2 km². Налази се на средњој надморској висини од 618 метара (максималној 757 m, а минималној 520 m).

## Демографија
| 1962. | 1968. | 1975. | 1982. | 1990. | 1999. | 2011. |
| ----- | ----- | ----- | ----- | ----- | ----- | ----- |
| 164   | 182   | 121   | 103   | 70    | 68    | 73    |

График промене броја становника у току последњих година